# Сток (видавництво)
Сток (фр. Éditions Stock) — французьке видавництво, засноване 1708 року в Парижі, дочірня компанія Hachette Livre, яка сама є частиною Lagardère Group.

## Історія
Видавництво було засноване 1708 року Андре Кайо, наступником якого в 1753 році став Нікола-Бонавентюр Дюшен, який публікував твори Вольтера й Руссо. На початку XIX століття видавництво називалося «Au Temple du goût». У середині XIX століття у видавництва змінився власник, його прадбав П'єр-Віктор Стоком, який керував ним з 1877 до 1921 рік і дав йому нинішню назву.

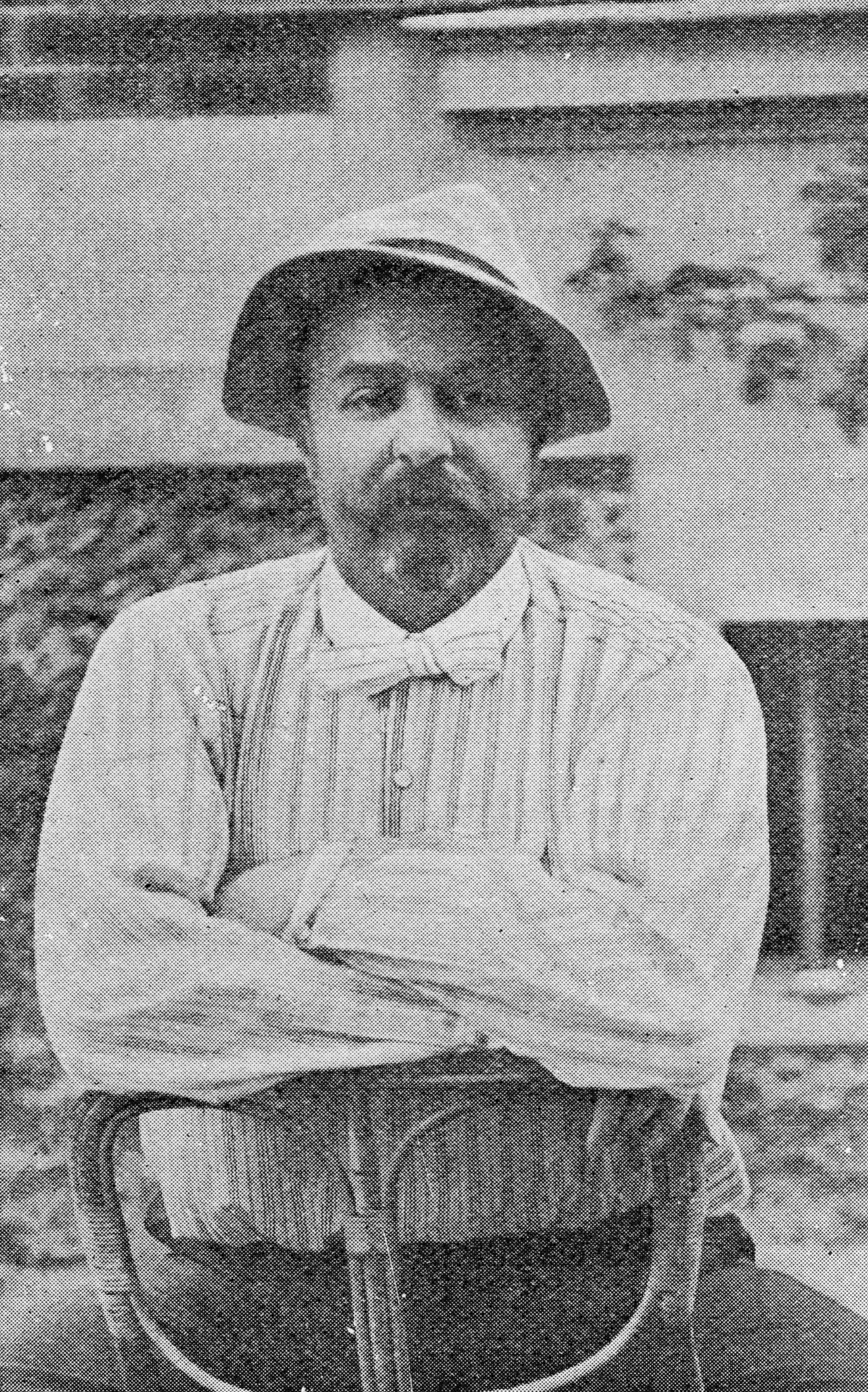
П'єр-Віктор Сток

Під час справи Дрейфуса Сток опублікував багато есе на цю тему, включно з «Листами невинного» самого Дрейфуса. У своїх мемуарах «Меморандум видавця» П'єр-Віктор Сток оцінив, що видавництво випустило друком близько 150 публікацій, пов'язаних зі справою Дрейфуса.
На початку XX століття Сток зіткнувся з юридичними та фінансовими труднощами. У 1921 році його перейняли Моріс Деламен і Жак Шардонн, які перейменували його на «Stock, Delamain et Boutelleau». У 1961 році Моріс Деламен і Жак Шардонн продали видавництво «Сток» компанії Hachette.
З середини XX століття «Сток» спеціалізується на іноземній літературі та нон-фікшн.

## Книжкові серії
- Bibliothèque Cosmopolite
- Les Contemporains: Œuvres et Portraits du XXe Siècle
- La Cosmopolite
- Échanges
- Les Femmes au temps de…
- Un Livre, une Vie
- Nouveau Cabinet Cosmopolite
- Stock-Bleu